# Caloloma
Caloloma is een geslacht van wantsen uit de familie van de Tingidae (Netwantsen). Het geslacht werd voor het eerst wetenschappelijk beschreven door Drake & Bruner in 1924.

## Soorten
Het genus is monotypisch en bevat alleen de volgende soort:

- Caloloma uhleri Drake & Bruner, 1924